# Гравере
Гравере (итал. Gravere) је насеље у Италији у округу Торино, региону Пијемонт.
Према процени из 2011. у насељу је живело 608 становника. Насеље се налази на надморској висини од 777 м.

## Становништво
| 1936. | 1951. | 1961. | 1971. | 1981. | 1991. | 2001. | 2011. |
| ----- | ----- | ----- | ----- | ----- | ----- | ----- | ----- |
| 642   | 560   | 441   | 381   | 521   | 617   | 682   | 715   |